# Arve
De Arve is een rivier die in Frankrijk ontspringt en bij Genève ook nog op Zwitsers grondgebied stroomt. 
De Arve ontspringt in het massief van de Mont Blanc onder de Col de Balme, hoog in het dal van Chamonix en wordt door verschillende Alpenriviertjes gevoed, zoals de Arveyron die uit het Mer de Glace komt. De rivier loopt bijna helemaal door het departement van de Haute-Savoie, stroomt na het dal van Chamonix, meteen na Les Houches, door een steil dal, komt alleen de laatste kilometers in het kanton Genève en mondt daar in de Rhône uit, op het punt waar deze het Meer van Genève verlaat.
Steden langs de Arve zijn: Chamonix-Mont-Blanc, Les Houches, Sallanches, Cluses, Bonneville en Annemasse in Frankrijk, en ten slotte Carouge in Zwitserland. Er is één gemeente waarvan de naam naar de rivier verwijst: Contamine-sur-Arve.